# Willy Pöge

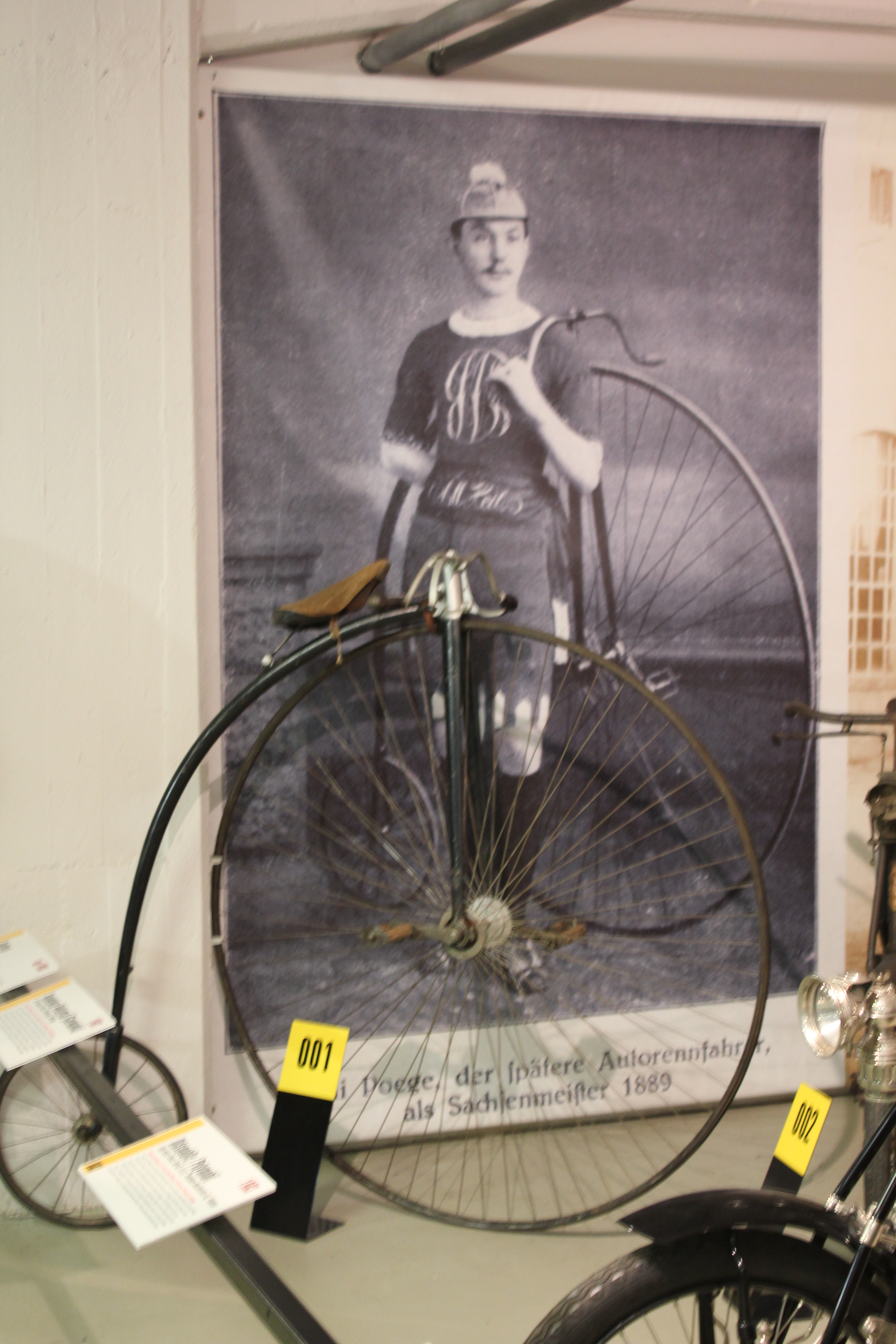
Willy Pöge als Sachsenmeister auf dem Hochrad (1889)

Willy Pöge vor dem Semmering-Rennen auf einem Mercedes (1907)

Willy Pöge bei der Herkomer-Fahrt 1906

Willy Pöge, auch Willi Pöge, (* 2. Dezember 1869 in Kappel bei Chemnitz; † 11. Mai 1914 in Frankfurt am Main; vollständiger Name: Friedrich Elias Willibald Pöge) war ein deutscher Unternehmer sowie Pferde-, Rad- und Motorsportler.

## Leben
Willy Pöges Vater war der Unternehmer Hermann Pöge (1840–1894). Mit ihm war er im Wintersemester 1886/1887 im Fach Elektrotechnik Gasthörer bei Adolf Ferdinand Weinhold. Danach studierte er bis 1890 an der Königlichen Gewerbeschule Chemnitz, einer Vorläuferin der heutigen Technischen Universität Chemnitz. Er war zuletzt Hauptmann der Landwehr-Feldartillerie a. D.
Mit dem Ingenieur Heinrich Goetz übernahm Willy Pöge nach dem Tod seines Vaters die Leitung von dessen Unternehmen und wandelte es am 11. Januar 1897 in die Elektricitäts-Aktiengesellschaft vormals Hermann Pöge um. Im folgenden Jahr zog der Betrieb nach Altchemnitz an die heutige Paul-Gruner-Straße, wo er einen Bahnanschluss erhielt. Die Produktion wurde auf Gleichstromdynamos, Drehstrommotoren und -generatoren und Transformatoren erweitert.
Willy Pöge gründete Zweigniederlassungen in Berlin, Dortmund, Dresden, Leipzig, Düsseldorf, Hamburg und Frankfurt am Main. Er exportierte nach Frankreich, Griechenland, in die Niederlande, nach Rumänien, Russland und Übersee.
Internationalen Ruhm erwarb Pöge im Automobilrennsport. Während seines Wehrdienstes ritt er Hindernisrennen. Er nahm an Chemnitzer Radsportveranstaltungen teil, war 1889 Sachsenmeister und drittbester Hochradfahrer Deutschlands. Ab 1902 verschrieb er sich dem Automobilrennsport, zunächst auf einem französischen Wagen und ab 1903 als Herrenfahrer auf Mercedes. Beim Großen Preis von Frankreich 1908 bildete er mit Christian Friedrich Lautenschlager und Otto Salzer das Mercedes-Werksteam. Lautenschlager siegte, Pöge schloss das Rennen auf dem Mercedes 140 PS als Fünfter ab. Höhepunkt war 1910 der Sieg bei der Kaiser-Nikolaus-Tourenfahrt.
Nach dem Tod Willy Pöges wurde das Unternehmen 1930 von der AEG übernommen und an die Sachsenwerke Niedersedlitz angegliedert.